# Sick of It All
Sick of It All (SOIA) je američki hardcore punk sastav iz New Yorka.

## Povijest sastava
Sastav su 1986. osnovali Armand Majidi, Craig Setari, braća Koller - Lou i Pete, te Rich Capriano, te su iste godine snimili svoj prvi demo. Dvije godine kasnije potpisuju za Relativity Records, te objavljuju svoj prvi studijski album Blood, Sweat, and No Tears, a sljedeći, nazvan Just Look Around objavljuju 1992. Iduće godine potpisuju za izdavačku kuću EastWest Records, te objavljuju album Scratch the Surface. 
U prosincu 1992. sastav je dospio na loš glas nakon što je student Wayne Lo, koji je tom prilikom nosio majicu "Sick of It All", na koledžu Bard u Massachusettsu usmrtio dvije, te ranio nekoliko osoba.
Unatoč tome, zahvaljujući uspjehu albuma kreću na svjetsku turneju, te 1997. objavljuju album Built to Last. Iduće godine potpisuju za diskografsku kuću Fat Wreck Chords, čiji su vlasnici Fat Mike i NOFX.

## Članovi sastava
- Lou Koller (vokal)
- Pete Koller (gitara, prateći vokal)
- Craig Setari (bas-gitara, prateći vokal)
- Armand Majidi (bubnjevi)

## Diskografija
- 1989. - Blood, Sweat and No Tears
- 1992. - Just Look Around
- 1994. - Scratch the Surface
- 1997. - Built to Last
- 1999. - Call to Arms
- 2000. - Yours Truly
- 2003. - Life on the Ropes
- 2006. - Death to Tyrants
- 2010. - Based on a True Story
- 2011. - XXV Nonstop
- 2014. - The Last Act of Defiance

## Vanjske poveznice
- Službena stranica